# Хохлатка кавказская
Хохла́тка кавказская (лат. Corýdalis caucásica) — вид двудольных цветковых растений, включённый в род Хохлатка (Corydalis) подсемейства Дымянковые (Fumarioideae) семейства Маковые (Papaveraceae).

## Название
Видовой эпитет был дан растению Огюстеном Пирамом Декандолем по месту описания.

## Ботаническое описание
Многолетнее травянистое растение, клубневой эфемероид. Стебель простой или с одной веточкой, прямой, тонкий, высотой 10—20 см. Клубень шаровидный, плотный, до 1,5 см в диаметре, светло-бурый.
Прикорневой чешуевидный лист крупный, яйцевидный. Стеблевых листьев два, реже три; длинночерешковые, нежные, сизоватые, двояко-тройственно-раздельные. Сегменты листьев сидят на длинных черешках, широкие, рассечены на три почти сидячие или короткочерешковые продолговато-овальные или обратнояйцевидные доли, крупно-зубчатые или надрезанные на 2—3 клиновидные островатые или тупые дольки.

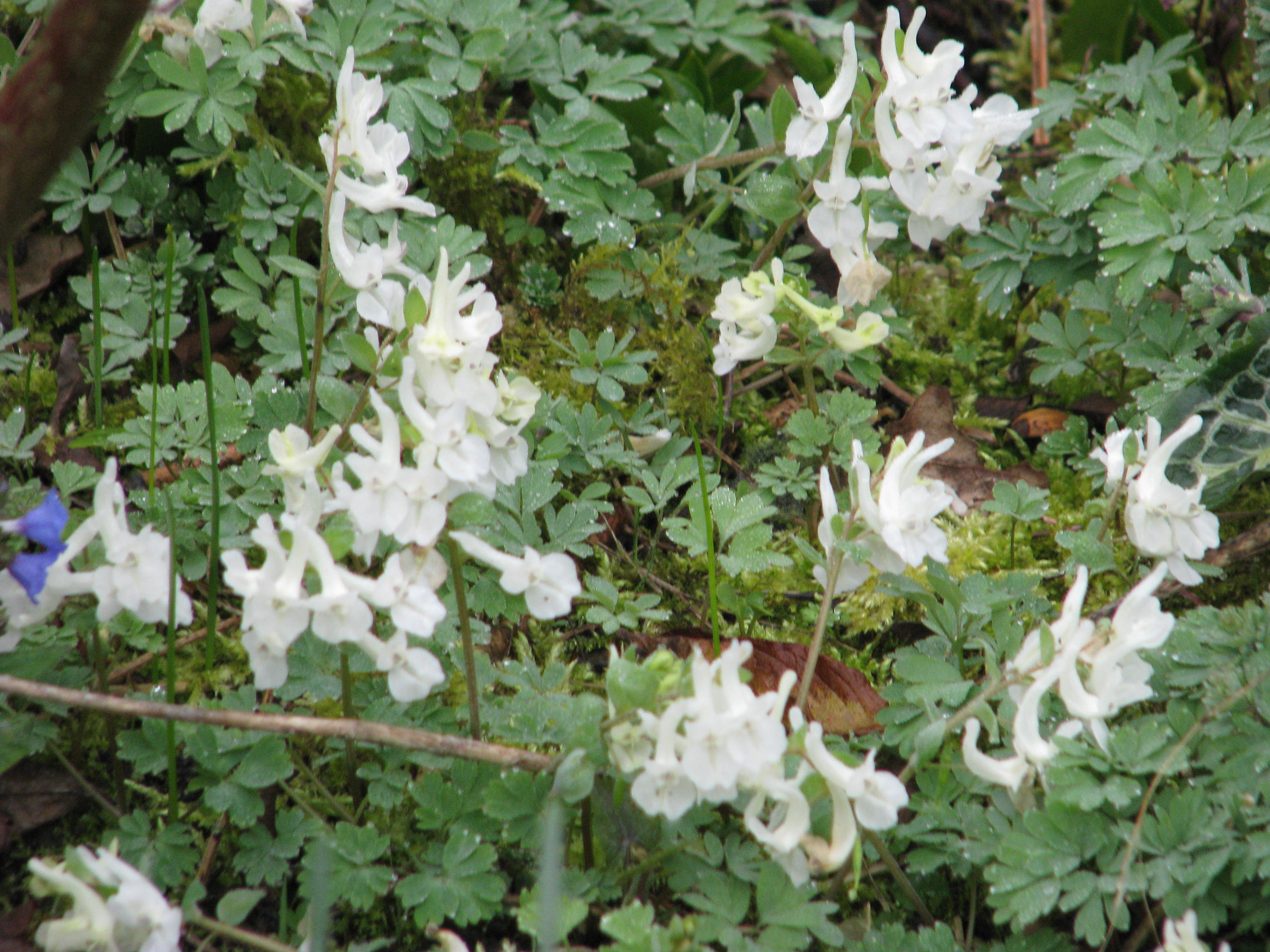
Белоцветковая форма

Цветки собраны в рыхлую кисть в количестве 2—10, сидят на тонких цветоножках диной до 1 см. Прицветники эллиптические, цельные (редко с 2—3 маленькими зубчиками на верхушке). Чашелистики плёнчатые, пальчато-надрезанные на шиловидные доли. Венчик фиолетово-розовый или белый (var. albiflora), около 2—2,5 см длиной. Наружные лепестки с большим широким отгибом, на конце с довольно глубокой выемкой; нижний лепесток с зачатком шпорца при основании, верхний — с широким, прямым, тупым шпорцем, Внутренние лепестки жёлтые. Рыльце пестика дисковидное, по краям с мелкими зубчиковидными лопастями, при основании без рожков.
Плод — почти повислая стручковидная коробочка, до 20×2,5—3 мм, заострённая, с тонкими створками. Семена чёрные, блестящие, гладкие, 2 мм в диаметре; карункула плёнчатая, мешковидная, отстоящая.
Цветёт в апреле—мае.

## Ареал и экология
Родина растения — Кавказ и северная Турция.
В лесах и кустарниках, от низменностей до среднего пояса, до 1500 м над уровнем моря.

## Классификация

### Таксономия
Corydalis caucasica DC., 1821, Syst. Nat. 2: 119.
Вид Хохлатка кавказская относится к роду Хохлатка (Corydalis) трибы Дымянковые (Fumarieae) подсемейства Дымянковые (Fumarioideae) семейства Маковые (Papaveraceae) порядка Лютикоцветные (Ranunculales).
Кладограмма в соответствии с Системой APG IV
|  |                          |  |                                   |                                   |                   |  | ещё 6 семейств, в том числе Лютиковые, Луносемянниковые, Барбарисовые | ещё 6 семейств, в том числе Лютиковые, Луносемянниковые, Барбарисовые |                                            |  |  |  | еще 20 родов                 | еще 20 родов        |  |  |
|  |                          |  |                                   |                                   |                   |  | ещё 6 семейств, в том числе Лютиковые, Луносемянниковые, Барбарисовые | ещё 6 семейств, в том числе Лютиковые, Луносемянниковые, Барбарисовые |                                            |  |  |  | еще 20 родов                 | еще 20 родов        |  |  |
|  |                          |  |                                   | порядок Лютикоцветные             |                   |  |                                                                       |                                                                       | подсемейство Дымянковые                    |  |  |  |                              | Хохлатка кавказская |  |  |
|  |                          |  |                                   | порядок Лютикоцветные             |                   |  |                                                                       |                                                                       | подсемейство Дымянковые                    |  |  |  |                              | Хохлатка кавказская |  |  |
|  | клада Цветковые растения |  |                                   |                                   | семейство Маковые |  |                                                                       |                                                                       | род Хохлатка                               |  |  |  |                              |                     |  |  |
|  | клада Цветковые растения |  |                                   |                                   |                   |  |                                                                       |                                                                       |                                            |  |  |  |                              |                     |  |  |
|  |                          |  | ещё 63 порядка цветковых растений | ещё 63 порядка цветковых растений |                   |  |                                                                       | ещё 1 подсемейство Маковые (Papaveroideae)                            | ещё 1 подсемейство Маковые (Papaveroideae) |  |  |  | еще 537 подтвержденных видов |                     |  |  |
|  |                          |  |                                   | ещё 63 порядка цветковых растений |                   |  |                                                                       |                                                                       | ещё 1 подсемейство Маковые (Papaveroideae) |  |  |  |                              |                     |  |  |

### Подвиды
- Corydalis caucasica subsp. abantensis Lidén, 1996 — Турция (ил Болу)
- Corydalis caucasica subsp. caucasica [syn.  Corydalis malkensis Galushko, 1976 — Хохлатка малкская] — по всему ареалу.

### Синонимы
- Capnites caucasicus (DC.) Rupr., 1869
- Corydalis solida var. caucasica (DC.) Jordanov & Kožuharov, 1970